# Gulargate
Gulargate var en politisk korruptionsskandal 2012–2013 i Azerbajdzjan som involverade tjänstemän och regeringstjänstemän på nivåer upp till Azerbajdzjans nationalförsamling och presidentadministrationen. Skandalen startade den 25 september 2012 efter att den azerbajdzjanske advokaten och tidigare universitetsrektorn Elshad Abdullayev lade upp en video med dold kamera på YouTube. Videon visar hans möte med parlamentsledamoten Gular Ahmadova i en mutförhandling för att säkra en plats i nationalförsamlingen åt Abdullayev i parlamentsvalet 2005. Skandalen fortsatte efter att Abdullayev lade upp en serie liknande videor som involverade andra tjänstemän och korruptionsfall vid senare tillfällen. Detta följdes av att de filmade avskedades, arresterades, eller i vissa fall dog.
Namnet "Gulargate" kommer från förnamnet på den före detta parlamentsledamoten Gular Ahmadova som var med i den allra första videon. Namnet myntades av azerbajdzjansk media dagen efter releasen av den första videon i linje med Watergate-skandalen på 1970-talet. Termen återpublicerades senare och användes av engelskspråkiga media och i Europarådets korruptionsrapport.